# 구례 사성암 마애여래입상
구례 사성암 마애여래입상(求禮 四聖庵 磨崖如來立像)은 대한민국 전라남도 구례군 문척면 구례사에 있는 고려시대의 마애여래입상이다. 1999년 7월 5일 전라남도의 유형문화재 제220호로 지정되었다.

## 개요
전라남도 구례군 문척면 사성암에 있는 마애여래입상으로 전체 높이는 3.9m이다. 사성암은 8∼13세기까지는 상당한 크기의 수도 도량이었다고 한다.
마애여래입상의 머리에는 넓적하고 낮게 솟은 상투 모양의 머리묶음이 있다. 옷은 양 어깨에 걸쳐 입었는데 왼쪽 어깨의 옷주름이 촘촘한 격자무늬를 하고 있어 다소 생소한 모습이다. 오른손은 가슴 위에 있고 왼손은 가슴 아래에 대어 뭔가 받치고 있는 듯한 모습이다.
불상의 뒤에는 광배(光背)가 표현되었고 머리 주위에도 2줄의 띠를 두른 원형의 머리광배가 있다. 광배에는 불꽃무늬와 덩쿨무늬가 있는데, 《경주 골굴암 마애여래좌상》의 무늬와 비슷하다.
전체적으로 간략화된 음각기법으로 9세기 말에서 10세기 초에 만들어진 것으로 추정된다.

## 현지 안내문
사성암은 해발 500m의 오산에 있는 암자로 원효, 의상, 도선, 진각 등 네명의 고승들이 수도했다하여 "사성암"이라는 이름을 붙였다는 기록이 있다.
사성암 근처 암벽에는 음각마애여래입상이 있는데 그 전체 높이는 3.9m로 머리에는 넓적하고 낮게 솟은 상투 모양의 머리묶음이 있고 옷은 양 어깨에 걸쳐 입었는데 왼쪽 어깨의 옷주름이 촘촘한 격자 무늬를 하고 있어 다소 생소한 모습이며 오른손은 가슴 위에 있고 왼손은 가슴 아래에 대어 뭔가 받치고 있는 듯한 모습이다.
불상의 뒤에는 광배가 표현되었고 머리 주위에도 2줄의 띠를 두른 원형의 머리 광배가 있다.
광배에는 불꽃무늬와 덩쿨무늬가 있는데, 경주 골굴암 마애여래좌상의 무늬와 비슷하며 전체적으로 간략화된 음각기법으로 9세기 말에서 10세기 초에 만들어진 것으로 추정된다.

## 같이 보기
- 경주 골굴암 마애여래좌상 (보물 제581호)

## 참고 자료
- 구례사성암마애여래입상 - 국가유산청 국가유산포털